# 広島市立川内小学校
広島市立川内小学校（ひろしましりつ かわうちしょうがっこう）は、広島県広島市安佐南区川内五丁目にある公立小学校。

## 歴史
- 明治18年 - 創立

## 学区
広島市安佐南区川内全域

## 進路
卒業生は基本的に広島市立城南中学校に進学する。

## 学区の概要
古川と太田川に挟まれた中州にあたり、広島菜の主要生産地である。
また、学区内に広島ICを含む。

## 著名な出身者
- 増野彰（元男子バレーボール選手、元堺ブレイザーズ）
- 和田竜（作家）
- 綾瀬はるか（女優）
- 山本麻衣（バスケットボール選手、トヨタ自動車アンテロープス）
- 越道草太（プロサッカー選手、サンフレッチェ広島）